# بخش آنتونی
بخش آنتونی (به فرانسوی: Arrondissement d'Antony) یک بخش در فرانسه است که در او-دو-سن واقع شده‌است.